# Ингерманландские диалекты
Ингерманла́ндские диале́кты, ингерманла́ндский фи́нский язы́к (фин. inkerin murre, inkerin kiel’) — идиом, который определяется и как совокупность диалектов финского языка, и как самостоятельный язык прибалтийско-финской группы финно-угорских языков. Его носителями являются ингерманландцы — коренной народ Северо-Западного региона России. Общее число носителей оценивается от нескольких сотен до нескольких тысяч человек.
В языке выделяются четыре основных локальных говора — островные говоры Западной Ингерманландии, говоры сплошного ареала в Центральной и Западной Ингерманландии, островные говоры Восточной Ингерманландии, говоры сплошного ареала Северной Ингерманландии.
В языке сохранились некоторые заимствования из шведского языка, но гораздо больше слов было заимствовано из русского, а также водского и ижорского языков. На ингерманландском финском существует художественная литература. Статус — на грани вымирания.

## О названии
В качестве автолингвонимов носители диалектов используют варианты: inkerin kiel’ (ингерманландский язык) и inkerin murre (ингерманландский диалект), а также, в некоторых случаях, suomen kiel’ (финский язык). Причём последний употребляется в тех случаях, когда необходимо подчеркнуть отличие ингерманландского финского от русского или эстонского языков, в то время как inkerin kiel’ или inkerin murre употребляется, когда необходимо подчеркнуть отличие ингерманландского финского от нормативного финского языка.
В русской речи носители ингерманландского финского употребляют автолингвонимы: финский язык, ингерманландский диалект, ингерманландский язык. Кроме того, часть носителей нижнелужских диалектов ингерманландского финского могут использовать в русской речи автолингвоним ижорский язык. Такие носители относят его ко всем местным прибалтийско-финским языкам и диалектам — финским, ижорским и водским, противопоставляя его нормативным финскому и эстонскому языкам.

## Лингвогеография
Ингерманландский финский язык представляет собой диалектный континуум, в котором можно выделить следующие локальные говоры:
- островные финские говоры Западной Ингерманландии: исчезнувший говор деревни Дубровка, нижнелужские финские говоры, исчезнувшие финские говоры Сойкинского полуострова, практически исчезнувшие финские говоры бывших лютеранских приходов Каттила, Каприо и деревни Кикерицы.
- говоры сплошного ареала в Центральной и Западной Ингерманландии: молосковицкий, западно-гатчинский, восточно-гатчинский, говоры лютеранских приходов: Хиетамяки, западной части Тюрё, восточной части Тюрё и сиверский.
- островные говоры Восточной Ингерманландии: говоры приходов Ярвисаари и Марккова.
- говоры сплошного ареала Северной Ингерманландии: вуоле-токсовско-лемболовский, колтушско-рябовский, говоры приходов Валкеасаари, Хаапакангас, и практически исчезнувший говор прихода Миккулайнен.

### Ареал и численность
В сельской местности на территории исторической области Ингерманландии до конца 1930-х годов основным ареалом расселения ингерманландцев являлись (в современных административных границах): Всеволожский район, бо́льшая часть Гатчинского района (кроме крайней южной части), Ломоносовский район (в западной части чересполосно с ижорами), северная часть Волосовского района, ряд деревень Кингисеппского района, северная и западная части Тосненского района, некоторые деревни Кировского района, а также ряд деревень от Белоострова до Лахты (в границах Санкт-Петербурга).
В начале ХХI века ингерманландцы проживают в значительной части сохранившихся деревень традиционного ареала проживания, однако, как правило, в каждой такой деревне их насчитывается только несколько семей, во всех населённых пунктах они составляют меньшинство. За пределами Ингерманландии больше всего ингерманландцев проживает в Финляндии как результат массовой эмиграции 1990-х годов. Крупные общины существуют в Эстонии и Швеции, а в пределах России — в Карелии.
Под всё возрастающим влиянием русского и литературного финского языка лишь немногие молодые ингерманландцы понимают диалектную речь, и лишь единицы владеют ею, так как преподавание диалектов не ведётся. В настоящее время численность носителей ингерманландского финского невелика, по приблизительным оценкам — от нескольких сотен до пары тысяч владеющих им как родным.

### Социолингвистические сведения
Носителями ингерманландских диалектов являются ингерманландцы. В настоящее время ингерманландский финский язык почти не используется его носителями в повседневном общении. Вызвано это тем, что, во-первых, депортации ингерманландцев 1930-х — 1940-х годов привели к разрушению языковых коллективов, существовавших ранее. Во-вторых, произошло прерывание лингвистической традиции, проявившееся в том, что родители часто не передавали родной язык детям. В-третьих, люди, активно владеющие ингерманландскими диалектами финского языка относятся к поколениям 1930-х — 1940-х годов, что в силу возраста и состояния здоровья зачастую препятствует посещению ими церкви или праздников.
С учётом сложившейся ситуации, когда в деревнях проживает лишь один или два ингерманландца, отсутствие языкового коллектива приводит к тому, что родным языком они пользуются редко. Также состояние здоровья многих представителей старшего поколения лишает их возможности читать периодическую литературу и книги на финском языке. Наконец, данные проведённого в 2017 году социолингвистического опроса показывают, что даже в церкви или во время других общественных событий, где есть возможность воспользоваться ингерманландским финским языком, коммуникация чаще всего осуществляется на русском языке, так как не все владеют родным языком в одинаковой степени, либо русский язык стал более привычным средством межличностного общения.

### Диалекты
В силу географической близости и общности происхождения ингерманландские диалекты близки к южно-карельским и савоским диалектам. Ранее выделялись два основных ингерманландских диалекта — савакский и более архаичный эвремейсский, распространённый в Центральной и Западной Ингерманландии, на котором говорили около трети ингерманландцев. Однако последние исследования показали, что языковая картина Ингерманландии была более разнообразной. Петрозаводский лингвист Ю. Э. Коппалёва считает, что языковые группы Ингерманландии не совпадали с этническими группами. И характерных особенностей, которые бы отделяли все эвремейсские диалекты от всех савакских, в XX веке уже не существовало. Особый же нижнелужский диалект сформировался в результате тесного взаимодействия с ижорским и водским языками на Нижней Луге и Кургальском полуострове.
Границы распространения диалектов совпадают, в основном, с границами довоенных лютеранских приходов ЕЛЦИ:

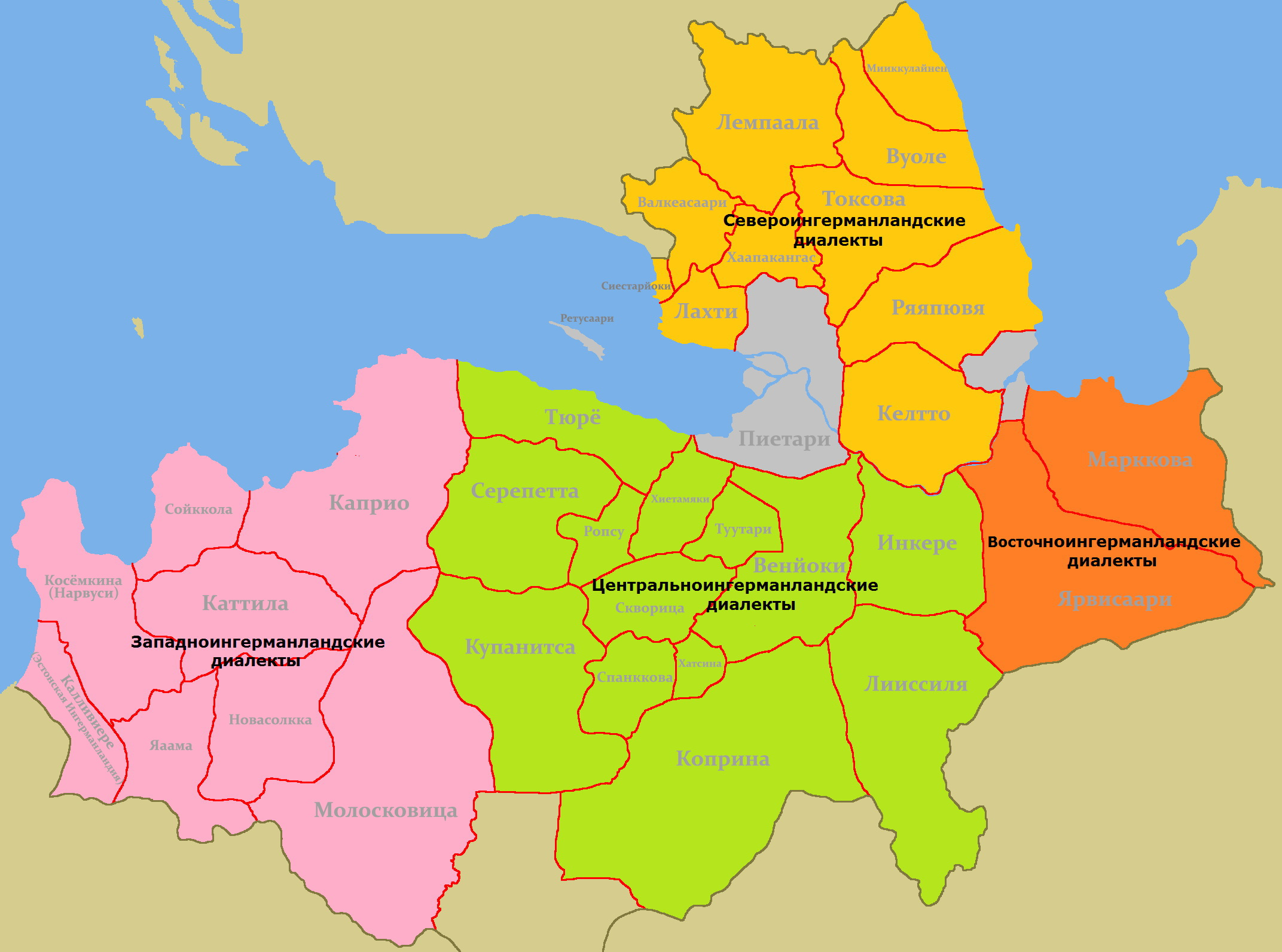
Распределение ингерманландских диалектов

По мнению одного из ведущих специалистов по прибалтийско-финским языкам Ленинградской области М. З. Муслимова некоторые ингерманландские диалекты в целом ближе к ижорскому, чем к финскому языку. Всего в Ленинградской области насчитывается два десятка ингерманландских диалектов.

1. Североингерманландские:
- белоостровский диалект — говоры приходов Валкеасаари и Лахти;
- хаапакангасский диалект — говоры прихода Хаапакангас;
- токсовско-лемболовский диалект — говоры приходов Токсова, Лемпаала, Вуоле;
- колтушский диалект — говоры приходов Ряяпювя и Келтто.

2. Восточноингерманландские:
- говоры приходов Ярвисаари и Марккова, довольно близкие друг к другу.

3. Центральноингерманландские:
- восточногатчинский диалект — ареал к востоку от Гатчины, включающий в себя приходы Венйоки, Инкере, Туутари, Лииссиля и восточную часть прихода Коприна;
- западногатчинский диалект — ареал к западу от Гатчины, охватывающий приходы Колппана, Спанкова, Купаница и часть прихода Скворица;
- хиетамякский диалект — говоры прихода Хиетамяки;
- южнокобринский диалект — говоры нескольких деревень прихода Коприна в окрестностях станции Сиверская;
- восточно-тюрёский диалект — говоры восточной части прихода Тюрё;
- западно-тюрёский диалект — говоры западной части прихода Тюрё.

4. Западноингерманландские:
- нижнелужский диалект — все финские говоры прихода Косёмкина (Нарвуси) (причём говоры деревень Калливере, Гакково и Конново занимают в нём особое положение);
- говор деревни Дубровка — прихода Нарва — наиболее близок к нижнелужскому, однако имеет ряд заметных отличий;
- говор прихода Новасолкка — говоры деревень ранее находившиеся в водском и эстонском окружении;
- говор прихода Каттила;
- говор прихода Сойккола — говоры деревень на Сойкинском полуострове;
- говор прихода Молосковица, сюда входит также говор северо-западной части прихода Купаница;
- говор прихода Каприо.

Диалекты Западной Ингерманландии отличаются друг от друга в основном степенью влияния водского и (или) ижорского языка. Наибольшее влияние водского языка испытали нижнелужский диалект, и в меньшей степени — диалект прихода Каттила, а наибольшее проникновение ижорского языка — диалект прихода Каприо. В результате длительного самостоятельного развития ингерманландские диалекты приобрели черты, значительно отличающие их от литературного финского языка. С другой стороны, на протяжении всей своей истории они подвергались влиянию других языков — в первую очередь, русского.

### Характерные особенности
Согласно исследованиям финского лингвиста Вейкко Руоппила, ижорский язык, эвремейсские диалекты прихода Тюрё и савакские диалекты приходов Венйоки и Ярвисаари, обнаруживают много общих черт, которые объединяют их между собой и отличают от литературного финского языка. Вместе с тем существуют особенности, которые отделяют ингерманландские диалекты друг от друга.
Дифтонгизация долгих aa и ää в ua и iä, которую обычно приводят в качестве характерной савакской особенности, распространена в Ингерманландии к востоку от линии, проходящей от Волосова в направлении на Бегуницы и далее к Финскому заливу в районе Стрельны. В Северной Ингерманландии дифтонгизация распространена к востоку от реки Охты, так что приходами без дифтонгизации являются только Валкеасаари и Хаапакангас. Ещё одним районом, где дифтонгизация долгих aa и ää не произошла, является южная часть прихода Коприна, а именно деревни Старосиверская, Изора, Выра, Ляды и некоторые другие соседние деревни. Таким образом, отмеченные академиком П. Кёппеном как эвремейсские приходы Токсова, Лииссиля, Хиетамяки, Туутари находятся в зоне распространения дифтонгизации, а савакские приходы Молосковица и Каттила — в зоне её отсутствия.
Другая «эвремейсская» изоглосса, упоминаемая ещё Волмари Поркка — сохранение групп kl, kr — также не позволяет отделить эвремейсские диалекты от савакских, поскольку, с одной стороны, варианты kaura «овёс» и kaula «шея» распространены в «савакизированых» эвремейсских приходах — Токсова, Лииссиля, Хиетамяки, а с другой стороны, варианты kakra и kakla встречаются и у части носителей савакских диалектов приходов Ярвисаари и Марккова, а вариант ekle является характерным для диалекта приходов Келтто и Ряяпювя. И если диалекты эвремейсских приходов Тюрё, Каприо и Сойккола действительно близки друг к другу и по ряду признаков отличаются от других финских диалектов Ингерманландии, то «савакские» диалекты оказываются слишком разнородной группой, где, с одной стороны, имеются такие заметно отличающиеся диалекты, как диалект прихода Каттила и диалект прихода Келтто, а с другой стороны, савакский диалект Венйоки и эвремейсский диалект Лииссиля имеют много общего.
В целом современное деление ингерманландских финских диалектов на «эвремейсские» и «савакские» основано не на собственно языковых, а на этнографических критериях.

## История
Во второй половине XIX века различия между основными савакскими и эвремейсскими диалектами в среде ингерманландцев начали постепенно стираться, при этом главными факторами унификации выступили школьное обучение и лютеранская церковь, которые способствовали вытеснению наиболее архаичных языковых форм.

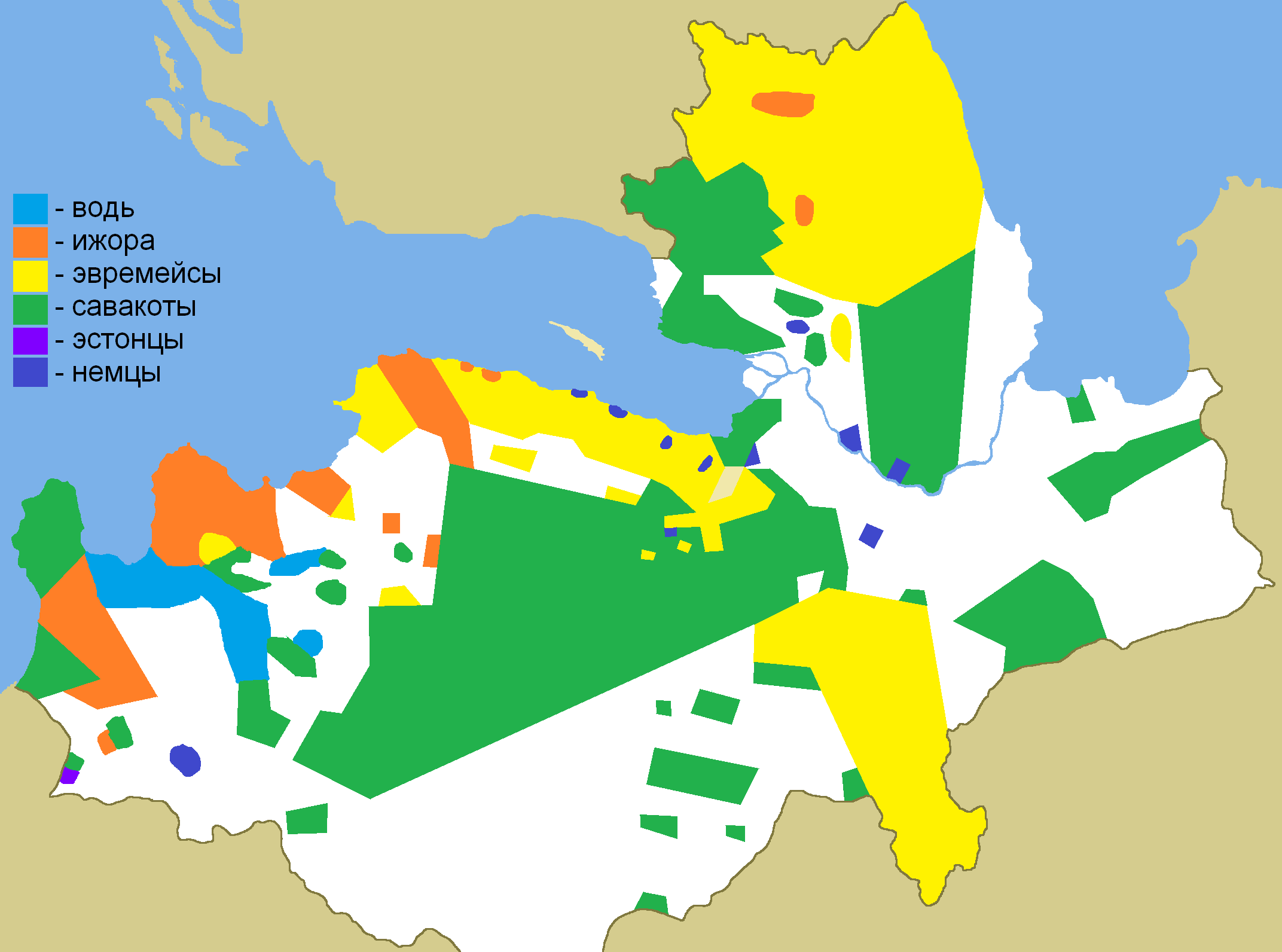
Этнографическая карта Ингерманландии. 1849 год

Для ингерманландцев, родившихся в 1920-х — 1930-х годах, ингерманландский финский является родным языком. До середины 1930-х годов у ингерманландского финского было достаточно стабильное положение, он был родным языком во всех возрастных группах, причём многие ингерманландцы владели также литературным финским и русским языками. Причиной этого было то, что в Ингерманландии, в 1—4 классах школы преподавание осуществлялось на литературном финском языке, а в деревнях, расположенных вблизи Ленинграда (лютеранские приходы Валкеасаари и Лахти), а также в южной части лютеранского прихода Молосковица, ингерманладское население испытывало сильное влияние русского языка.
В смешанных ижорско-финских деревнях в нижнем течении реки Луги сильное влияние оказывал ижорский язык, а в деревнях к востоку от Кингисеппа (приход Новасолкка) — эстонский язык. Ингерманландский финский был также родным языком финноязычных русских, проживавших как правило, в некоторых смешанных финско-русских деревнях Волосовского, Гатчинского и Всеволожского районов.
Среди ингерманландцев, родившихся в 1940-х — 1950-х годах, часть может общаться на ингерманландском финском, часть по крайней мере понимает его, но не говорит. В конце 1950-х годов сформировались современные ареалы расселения ингерманландских финнов: историческая Ингерманландия, Карельская АССР, Эстонская ССР, а также небольшие группы в Финляндии, Швеции, при этом в каждом населённом пункте ингерманландские финны оказались в меньшинстве, с абсолютным отсутствием школьного образования на родном языке.
Ко второй половине XX века различия в языке между отдельными районами Ингерманландии сохранились лишь на уровне говоров. Передача языка между поколениями начала прерываться с 1940-х годов и практически полностью она прекратилась в 1960-х — 1970-х годах. Среди родившихся в 1960-х годах встречаются владеющие им как родным, однако таких носителей крайне мало, в основном это уроженцы лютеранских приходов Скворица и Келтто.

## Художественная литература
На ингерманландском финском существует художественная литература. Авторы пишут на своих родных диалектах, при этом они используют графическую систему литературного финского языка. Единой орфографической нормы ингерманландского финского не существует, так как расхождения обусловлены не только диалектными различиями, но и разными способами передачи палатализованных согласных и полудолгих гласных в непервых слогах. При этом палатализованные согласные могут обозначаться на письме тремя способами: [ol’] > ol, olj, ol’.
Литературной нормы у ингерманландского финского языка также нет, однако носители различных диалектов могут общаться между собой, говоря каждый на своём диалекте. При этом носители менее распространённых диалектов могут устранять в своей речи наиболее характерные черты своего диалекта, «подстраиваясь» под более распространённые диалекты или под литературный финский.
Художественная литература ингерманландцев возникла одновременно с началом издания в Ингерманландии финноязычных газет. Так, в первой из них, Pietarin Sanomat, в 1870 году были опубликованы стихи первого ингерманландского поэта Яакко Ряйккёнена (1830—1882). До 1917 года в газетах и ежегодном финском «Народном календаре» регулярно публиковали свои стихи ингерманландцы Габриель Суни (1843—1903), Пааво Ряйккёнен (1857—1935) и Аапо Весикко (1872—1935). Затем, в начале XX века, появились первые ингерманландские драматурги — Матти Руотси, Томми Хирвонен и Антти Тииттанен (1890—1927).
В СССР 1920—1930-х годов самым известным ингерманландским литератором был Тобиас Гуттари (1907—1953), писавший под псевдонимом Леа Хело. В 1935 году в Ленинграде вышел в свет роман ингерманландца Юрьё Саволайнена Aikojen hyrskyissä («В вихре времён»). В 1930—1940-е годы в Финляндии, на литературном финском, были изданы более двадцати произведений уроженца прихода Токсова Юхани Конкка. В 1958 году был опубликовал его автобиографический роман Pietarin valot («Огни Петербурга»), действие которого происходит в Северной Ингерманландии, в тексте которого его героями широко использовалась диалектная лексика; этот роман стал классикой ингерманландской литературы.
В СССР в 1950—1960-е годы ингерманландские литераторы работали в Карельской АССР, так как только там издавалась литература на финском языке. Среди них поэты Тайсто Сумманен, Пекка Пёлля, Армас Мишин, Тойво Флинк и Унелма Конкка. В 1983 году прозаик Пекка Мутанен издал повесть Poika Markkovan kylästä («Парень из деревни Марково») о единственном среди ингерманландцев Герое Советского Союза Пиетари Тикиляйнене.
В 1990-е годы в Эстонии на ингерманландском диалекте публиковались стихи поэтессы Салли Саворина.
24—26 мая 2002 года в Гатчине состоялся первый съезд ингерманландских писателей. В нём приняли участие: Эйно Киуру, Роберт Коломайнен и Армас Мишин из Карелии, Хелена Миеттинен, Пекка Мутанен, Элла Ояла, Арво Сурво и Тойво Тупин из Финляндии, Анья Монахоф из Швеции, Салли Саворина из Эстонии и Юха Варвас из Ленинградской области
В современной ингерманландской периодической печати — журналах Carelia (Петрозаводск), Inkeri (Тарту), газете Инкери (Санкт-Петербург), а также мемуарной литературе, встречается немало диалектных произведений, однако ингерманландские диалекты постепенно выходят из употребления, так как их основные носители — пожилые ингерманландцы.

## Лингвистическая характеристика

### Фонетика и фонология
Фонетика ингерманландского финского языка очень похожа на фонетику родственных ижорского и водского языков.
Характерными чертами фонетики ингерманландских диалектов является дифтонгизация долгих aa и ää в ua и iä, а также дифтонгизация долгих гласных среднего подъёма. Хотя почти на всей территории распространения ингерманландского финского долгие ee, oo, öö дают ie, uo, yö, существуют исключения. Например, в южной части прихода Коприна, в деревнях Изора, Выра, Ляды, Рыбицы, Старосиверская эти долгие гласные превращаются в ia/iä, ua, yä, как в диалектах юго-западной части Финляндии. Эту особенность отмечал ещё в 1953 году выдающийся финский лингвист Пертти Виртаранта в статье «Näytteitä Inkerin murteista Koprinan, Iisaron ja Siiverskan kylistä». Помимо южной части прихода Коприна, это явление встречается спорадически и в некоторых говорах Западной Ингерманландии, например, в деревнях Калливере (Эстонская Ингерманландия) и Кикерицы (приход Новасолкка), а также имело место в упразднённой ныне деревне Дубровка прихода Косёмкина.
Важной изоглоссой, отделяющей ингерманландские финские диалекты (кроме диалекта прихода Сойккола) от диалектов ижорского языка, является отсутствие озвончения в группах tr, pr, pl, sv: в ижорском языке pudro «каша», но в ингерманландском финском putro. При этом озвончение p, t, k, s в позиции после сонорных (n, m, r, l) встречается и в финских диалектах, например, в молосковицком: lindu «птица», хотя отсутствует в нижнелужском ижорском.
Яркой особенностью, характерной для ингерманландских финских диалектов приходов Тюрё, Каприо и Сойккола, а также для всех ижорских диалектов, кроме нижнелужского, является сохранение h в падежных формах имён на -s и на -h. В некоторых финских говорах прихода Косёмкина h выпадает также в словах vana «старый» и karu «медведь», которые приобрели «эстонско-водское» звучание.
Кроме выпадения n в формах глаголов männa, panna и sannoo, в финских и ижорских диалектах Ингерманландии встречается ещё и выпадение l в некоторых формах глаголов tulla «приходить» и olla «быть». Особенно показательны варианты глагола tulla — ижорский вариант tyen «прихожу» характерен также для финских диалектов приходов Каприо, Сойккола, западной части Тюрё, а вариант tuon «прихожу, приношу» — для Хиетамяки и восточной части Тюрё. В остальных же финских диалектах используется вариант tulen.
Западная часть Ингерманландии занимает особое место и по отношению к чередованию ступеней. Чередование st/ss, характерное для ижорского языка, представлено также в финских диалектах приходов Сойккола, Каприо, Косёмкина, Каттила и частично Тюрё, для этих же приходов характерным является и полное выпадение t и k в слабой ступени после краткого гласного: soat «войны», luen «читаю». В ряде слов в формах косвенных падежей множественного числа может употребляться сильная ступень вместо слабой, представленной в литературном языке: sikkoil, sikoil «свиньям» вместо литературного sioille. Эта особенность характерна для приходов Косёмкина, Каттила, Новасолкка, Молосковица и частично Купаница.
Некоторые слова могут иметь различный фонетический облик в разных приходах, например, центрально-ингерманландскому tuahe «навоз» в Восточной и Северной Ингерманландии соответствует tuaje или taaje (Хаапакангас и Валкеасаари), центрально-ингерманландскому kiukaa «печь» в Келтто и Ряяпювя может соответствовать kiukuva.

### Морфология
Системы склонения и спряжения финских и ижорских диалектов Ингерманландии похожи и имеют много общих черт. Тем не менее, существуют и региональные особенности. Одной из таких изоглосс является фонетический облик глагольных окончаний 1-го и 2-го лица множественного числа. В этом случае проявляется специфика крупного диалекта, распространенного на территории приходов Купаница, Спанккова, Колппана, в юго-западной части Скворица и северо-западной части прихода Коприна, а также молосковицкого диалекта. На этой территории они имеют вид -mmo, -tto: tulimmo «мы пришли», mänittö «вы ушли».
В Северной Ингерманландии в ингерманландском финском в 1-м лице множественного числа употребляется имперсонал: tultii «мы пришли», а во 2-м лице множественного числа — окончание -tta, mänittä «вы ушли». В остальных финских диалектах Ингерманландии, как правило, употребляются окончания -mma, -tta, хотя в Венйоки встречается и губаницко-шпаньковско-колпанский вариант, а в Ярвисаари бывает и вариант tulim «мы пришли».
Другая важная изоглосса — формы 2-го лица множественного числа повелительного наклонения. В Каприо употребляется окончание -kaan: tulkaan «приходите», а в восточной части Ингерманландии -kai: tulkai. Формы типа tulkai, lukekai «читайте» характерны для приходов Лииссиля, Инкере, Ярвисаари, Келтто, Ряяпювя, частично также Токсова, Марккова, Хаапакангас и Вуоле.
Отрицательная форма повелительного наклонения обычно образуется так же, как и в литературном финском языке, однако для Западной Ингерманландии характерен вариант elkää tulkaa «не приходите» (водский язык, нижнелужский ижорский, ингерманландско-финские диалекты Нарвуси и Каттила).
В языках Ингерманландии существуют особые конструкции для передачи значения будущего времени. В Западной Ингерманландии используется сочетание глагола noissa «стать, вставать» с иллативом III инфинитива: noisen lukemaa/lukomaa «буду читать». Такая конструкция используется в нижнелужском и сойкинском ижорском, водском языке, в ингерманландско-финских диалектах Нарвуси, Сойккола, Новасолкка и Каттила. В этих же диалектах и языках, а также ещё в молосковицком финском диалекте существует форма lienen «буду», которая не имеет оттенка возможности, в отличие от литературного финского языка.
В Центральной, Восточной и Северной Ингерманландии обычно используется конструкция с глаголом kävvä «ходить» — käyn lukemaa. В южных говорах нижнелужского диалекта ижорского языка и в финском диалекте прихода Каттила существуют необычные для финского литературного языка и почти всех финских диалектов Ингерманландии формы имперфекта вида istusin «я сидел», kysysin «я спросил», которые являются типичными для водского и эстонского языков.
Возвратные глаголы в ингерманландском финском отличаются от аналогичных глаголов литературного финского языка. Наиболее распространенным является тип pessiissä «мыться», pessijää «[он] моется», который также представлен в нижнелужском и сойкинском ижорском. В приходах Ярвисаари, Марккова, Инкере, частично Венйоки, этот же глагол имеет вид pesseissä/pessejää, в Северной Ингерманландии употребляется тип pesseijä/pessei(p), в приходе Молосковица — pessissä/pessisöö.
В ряде ингерманландских диалектов — приходов Сойккола, Каприо, Тюрё, Серепетта, Хиетамяки, Туутари, Лииссиля, а также в отдельных деревнях приходов Скворица и Коприна, существует особый тип глаголов с основой на -oi: uskoi «[он] верит, верил», en usoi «не верю», lammoi «[он] лежит». У этих глаголов почти полностью совпадают формы презенса и имперфекта. Эта черта характеризует прежние «эвремейсские» районы к югу от Невы, причем такие глаголы есть и в «савакизированных» приходах. Данная изоглосса является одной из немногих, которые можно связать с делением на «эвремейсские» и «савакские» говоры.
Ещё одно отличие между ингерманландскими диалектами касается окончаний иллатива. В Западной Ингерманландии у существительных на -s и на -e иллатив обычно имеет окончание -sse: venneesse «в лодку» (Нарвуси), perehesse «в семью» (Тюрё). Такие формы встречаются в приходах Нарвуси, Сойккола, Каттила, Тюрё и частично в Серепетта. В Центральной, Восточной и Северной Ингерманландии иллатив этой группы существительных обычно имеет окончание -hen — perreehen.

### Синтаксис
Базовый порядок слов в предложениях на ингерманландском финском — свободный. Типология порядка слов — SVO. Позиция зависимых элементов в именной и глагольной группах: AN, GN, PrepN, NPost.
В именной группе зависимые слова идут слева. В адложной группе порядок фиксированный, однако некоторые адлоги могут функционировать и как предлоги, и как послелоги. Стратегия кодирования глагольных актантов — номинативно-аккузативная.
Характерной особенностью ингерманландского финского является является возможность маркирования прямого дополнения генитивом, партитивом или номинативом. Существует особое отрицательное спряжение с помощью отрицательного глагола. В западно-гатчинском диалекте существует конструкция attractio inversa.
Личные местоимения в ингерманландских диалектах значительно отличаются от литературного финского языка. Ниже следует сравнение их с карельским и литературным финским языками:
|                              | Ингерманландский финский | Карельский язык | Литературный финский |
| ---------------------------- | ------------------------ | --------------- | -------------------- |
| Первое лицо (ед. ч., мн. ч.) | mie, myö                 | mie, myö        | minä, me             |
| Второе лицо (ед. ч., мн. ч.) | sie, työ                 | sie, työ        | sinä, te             |
| Третье лицо (ед. ч., мн. ч.) | hiä, hyö                 | hiän, hyö       | hän, he              |

Также к характерным отличиям от литературного финского можно отнести наличие суффикса -loi- в косвенных падежах существительных множественного числа, например: talolois (=taloissa), tyttoloil (=tyttoilla) и особое окончание глаголов в третьем лице множественного числа: hyo mannoot (=he menevat), pojat tekkoot (=pojat tekevat).

### Лексика
Некоторые слова в ингерманландском финском характерны только для отдельных районов. Например, в приходах Молосковица, Купаница, Спанккова, Колппана, частично Скворица и Коприна понятие «творог» передается словом kovamaito, в приходах Келтто и Ряяпювя «платок» будет kalvaat(e), а «одеяло» — kuattuva, в северных приходах Лемпаала, Вуоле и Миккулайнен встречается слово sonta «навоз». Существуют и такие слова, которые употреблялись только в одной деревне, например, в деревне Красные Череповицы (приход Купаница) известно слово nukeri «половик», которое отсутствует в соседних деревнях. Некоторые слова имеют разное значение в разных районах, например, nästykki в приходе Венйоки означает «носовой платок», а в Купаница «полотенце».
Понятие «красивый» передается словом lusti в Нарвуси, ilosa в Каттила, käppiä в Сойккола, nakkee в Тюрё, koppee в Хиетамяки и частично в Тюрё, potra в Венйоки, Туутари, Лииссиля, Инкере, частично Коприна, но наиболее распространенный вариант — sorja.

#### Заимствования
Кроме полутора десятка фонетических и семантических отличий от нормативного финского языка, для ингерманландских диалектов весьма типично семантическое расхождение для общей с финским языком лексики; при этом пласт собственных слов, отсутствующих в нормативном финском языке, относительно невелик. В ингерманландских диалектах сохранились некоторые заимствования из шведского языка, но гораздо больше слов было заимствовано из русского, а в западных приходах — водского, ижорского и эстонского языков.
Из водского языка были, например, заимствованы слова valo «навоз» (приходы Нарвуси, Каттила) и panki «ведро» (Нарвуси, Новасолкка, Каттила, Молосковица), из ижорского языка — uhlu «ведро» (Сойккола, Каприо, частично Тюрё и Серепетта), из эстонского языка — huntti «волк» (Каттила, частично Нарвуси).
В ингерманландских диалектах с XVII века сохранились прямые заимствования из шведского языка, например, сохранившийся звук k в конце слов, обозначающих дни недели: tiistak, lavvantak.
Гораздо больше слов было заимствовано из русского языка. Это такие как: lat’jat (платье), liappa (шляпа), sertakka (чердак), s’iarii (жарить), jolkka (ёлка), kartsitsa (горчица), potrukka (подруга), isvossiekka (извозчик), uhvatta (ухват), rovatti (кровать), konikat (коньки). Из русского заимствовались слова, которые появились в позднее время, поэтому у ингерманландских финнов вокзал — это vaksali, вагон — это vakona, а мороженое — morosina. Встречаются и слова, в которых одна половина финская, а другая — русская: mis-nipuť (где-нибудь).

## История изучения
В XIX веке Ингерманландию посещали финские фольклористы и этнографы, собиратели рун и народных песен, некоторые из которых были использованы Элиасом Лённротом в Калевале. В 1885 году вышла в свет работа Волмари Поркка «Ueber den ingrischen Dialekt mit Berücksichtigung der übrigen finnisch-ingermanländischen Dialekte», в которой был дан общий обзор морфологии и фонетики четырёх ижорских диалектов и соседствующих с ними ингерманландских диалектов.
В довоенные годы культуру эстонских ингерманландцев изучал известный финский филолог, профессор Лаури Кеттунен, использовавший данные по ингерманландским диалектам в своём атласе финских диалектов, вышедшем в 1930-х годах.
В послевоенный период появились работы, посвящённые отдельным ингерманландским диалектам и некоторым вопросам морфологии, основное внимание в которых уделялось исторической фонетике и реже исторической морфологии. Важное место среди этих работ занимает диссертация Л. Я. Галаховой «Основные особенности консонантизма в финских говорах Ленинградской области» (1974), в которой описываются почти все диалекты Центральной, Восточной и Северной Ингерманландии. Эта работа содержит данные по ряду уже исчезнувших к настоящему времени локальных говоров. Были опубликованы работы М. Леппик по нижнелужскому финскому, Р. Э. Нирви по финским говорам прихода Сойккола, П. Алвре по говору деревни Вердия (приход Каттила), В. Руоппила по эвремейсским говорам как Карельского перешейка, так и прихода Тюрё.
В конце 1980-х — начале 1990-х вышел ряд работ Л. П. Кирпу, посвящённых грамматическому описанию одного из ингерманландских финских диалектов: «Структура слога и слова: (на материале марковского говора финского языка Ленинградской области)», «Марковский говор финского языка Ленинградской области (фонетика и морфология)», «Основные типы склонения имен в финских говорах Ленинградской области: (на материале марковского говора)». В 1990-х годах появились работы посвящённые описанию процессов языковой аттриции в ингерманландском финском (О. Кокко, Х. Рийонхеймо, М.-И. Лехто, Я. Хейккинен, П. С. Толстикова), дополненные позднее исследованиями М. З. Муслимова.
С 2009 года в изучении ингерманландского финского принимают участие студенты кафедры теории языка филологического факультета СПбГУ. В их работах основное внимание уделяется синтаксису, грамматической семантике, экспериментальной фонетике и морфонологии языка.

## Образцы текстов
Ниже приведены примеры текста на ингерманландском финском языке:
| Ингерманландский финский                                                                                            | МФА | Литературный финский | Перевод                                                                                               |
| --- | --- | --- | --- |
| Oli yks mies elläi Mäni metsää hulkkumaa Ja öksy Ja siis jäi yöks makkaamaa Teki puun alla tulen Ja kävi makkaamaa. | [ˈoli ˈʔyks ˈmie̯s̠ ˈelːæi̯] [ˈmæni ˈmet͡s̠æː ˈhulkːuˌmɑː] [jɑ ˈʔøks̠y] [jɑ ˈs̠iːs̠ ˈjæi̯ ˈyø̯ks̠ ˈmɑkːɑːˌmɑː] [ˈteki ˈpuːn ˈɑlːɒ ˈtulen] [jɑ ˈkæʋi ˈmɑkːɑːˌmɑː] | Oli (yksi) mies eli Meni metsään hölskymään Ja eksyi Ja siinä jäi yöksi nukkumaan Teki puun alla tulen Ja kävi nukkumaan. | Жил-был мужик. Забрёл он в лес, заблудился Там он остался ночевать Развёл костёр под деревом и уснул. |

| Ингерманландский финский | Перевод |
| --- | --- |
| Hüö juoksenteeleva-t ümpäri tuppaa Hiä ajatel’ talve-n keske-st Rovati-n ja kuapi-n piene-llä väl’i-llä on pöütä Joki virtaja just kahen külä-n keski-l’ Hä kävelöö ümpär linnaa Kissa kävel’ ümpäri-l’ / ümpär lautasen | Они бегают вокруг избы / по избе Он думал о середине зимы В маленьком промежутке между кроватью и шкафом стоит стол Река протекает ровно между двух деревень Он ходит вокруг города Кошка ходит вокруг тарелки |

| Ингерманландский финский | Перевод |
| --- | --- |
| Kaski poltetai ja kuavetai puut kaik ihar riätyy myöt (=järjestään). Sit ne kuivoat, sit pannai tulel. Sit ko ne palloat oikee hyväst’, sit siehen tulluo sitä porruo ja sit siihen kylvetäi, ruista, ja kuka mitä tahto, myö kylvet’t’ii ruista. Siinttul’ paljo rukkeita. Sit ku riihes puit’ii ńi sit viel ei ihmiset uskoniet jot ńiim pal’jo läks meil rukkeit, nuapurim miehel ku sanot’t’ii, ńi se sano: «Em mie uso et ńiim pal’jo läks Joosehvil rukkeita». Em muista nyt jot, viiskymmentä vakkoak se ol’ vai mitä, läks siint riihest rukkeita. | Пожог жгут и валят деревья по порядку. Потом они сохнут, потом их кладут в огонь. Потом, когда они хорошо прогорят, тогда там получается зола и там сеют рожь и кто что хочет, мы сеяли рожь. Там уродилось много ржи. Потом, когда в риге молотили, то люди ещё не верили, что так много вышло у нас ржи, мужу соседки когда сказали, так он ответил: «Я не верю, что так много ржи уродилось у Иосифа». Не помню теперь, 50 «корзин» это было или сколько вышло с той риги ржи. |